# Disphericus gambianus
Disphericus gambianus is een keversoort uit de familie van de loopkevers (Carabidae). De wetenschappelijke naam van de soort is voor het eerst geldig gepubliceerd in 1842 door G.R.Waterhouse.